# Leichtathletik-Weltmeisterschaften 2022/Teilnehmer (Bulgarien)
| Goldmedaillen | Silbermedaillen | Bronzemedaillen |
| ------------- | --------------- | --------------- |
| —             | —               | —               |

Bulgarien nahm an den Leichtathletik-Weltmeisterschaften 2022 in Eugene mit einer Athletin teil.

## Ergebnisse

### Frauen

#### Laufdisziplinen
| Athletin          | Disziplin | Finale    | Finale |
| Athletin          | Disziplin | Zeit      | Platz  |
| ----------------- | --------- | --------- | ------ |
| Miliza Mirtschewa | Marathon  | 2:30:20 h | 15     |